# 格里利撞擊坑
格里利撞擊坑（英語：Greeley）是位於火星挪亚区的巨大撞擊坑，中心座標36.79°S, 3.2°E。

## 概要
格里利撞擊坑的最西部部分位於阿爾及爾區，但整個撞擊坑都位於諾亞高地。該撞擊坑直徑457公里，以美國地質學家隆納·格里利命名。該撞擊坑於2015年4月11日由國際天文聯會行星系統命名工作小組（Working Group for Planetary System Nomenclature，WGPSN）通過命名。格里利撞擊坑是火星南半球，甚至整個火星最巨大的數個撞擊盆地之一。

## 鄰近撞擊坑
鄰近格里利撞擊坑的著名撞擊坑有位於該撞擊坑北方的多爾福斯撞擊坑和紐康撞擊坑、再往東北方的巴庫曾撞擊坑、東北東方較小的喬伊爾撞擊坑、東方的勒威耶撞击坑、東南方的凱撒撞擊坑、再往南方的阿西莫夫撞击坑、蒙德撞擊坑和羅登貝瑞撞擊坑、西南方的洛澤撞擊坑，以及更西方的哈特維希撞擊坑和沃格爾撞擊坑。
格里利撞擊坑內也有較小的撞擊坑，南側邊緣有數個撞擊坑，東側也有三個撞擊坑。火星的本初子午線通過格里利撞擊坑西側邊緣。